# Lesego Makgothi
Lesego Casayel Makgothi (* 23. Februar 1965 in Maseru) ist ein lesothischer Politiker der All Basotho Convention (ABC). Von Juni 2017 bis Mai 2020 war er Außenminister des Landes.

## Leben
Makgothi gewann er bei der Parlamentswahl 2015 den Wahlkreis Maseru, der die Innenstadt der Hauptstadt Maseru umfasst, und war somit Abgeordneter der Nationalversammlung. 2016 floh er, wie zuvor sein Parteivorsitzender Thomas Thabane und andere Oppositionspolitiker, aus Angst um sein Leben nach Südafrika. Bei der Wahl Anfang Juni 2017 gewann er seinen Wahlkreis mit 61,5 % der Stimmen. Am 23. Juni 2017 wurde er nach dem Wahlsieg der ABC als Minister of Foreign Affairs and International Relations vereidigt. Dem Kabinett Majoro, das am 21. Mai 2020 vereidigt wurde, gehört er nicht mehr an.